# Emil Hagberg

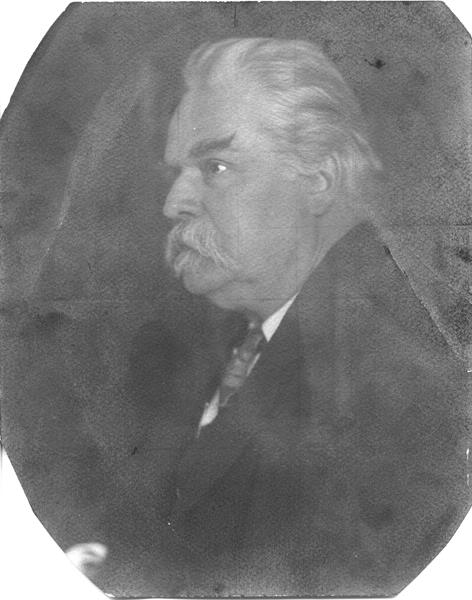
Emil Hagberg, 1921

Fritz Emil Hagberg, född 3 september 1862 i Lidköping, död där 29 november 1921, var en svensk arkitekt. Han var under sin livstid verksam i Tyskland och som stadsarkitekt i Lidköping.

## Biografi

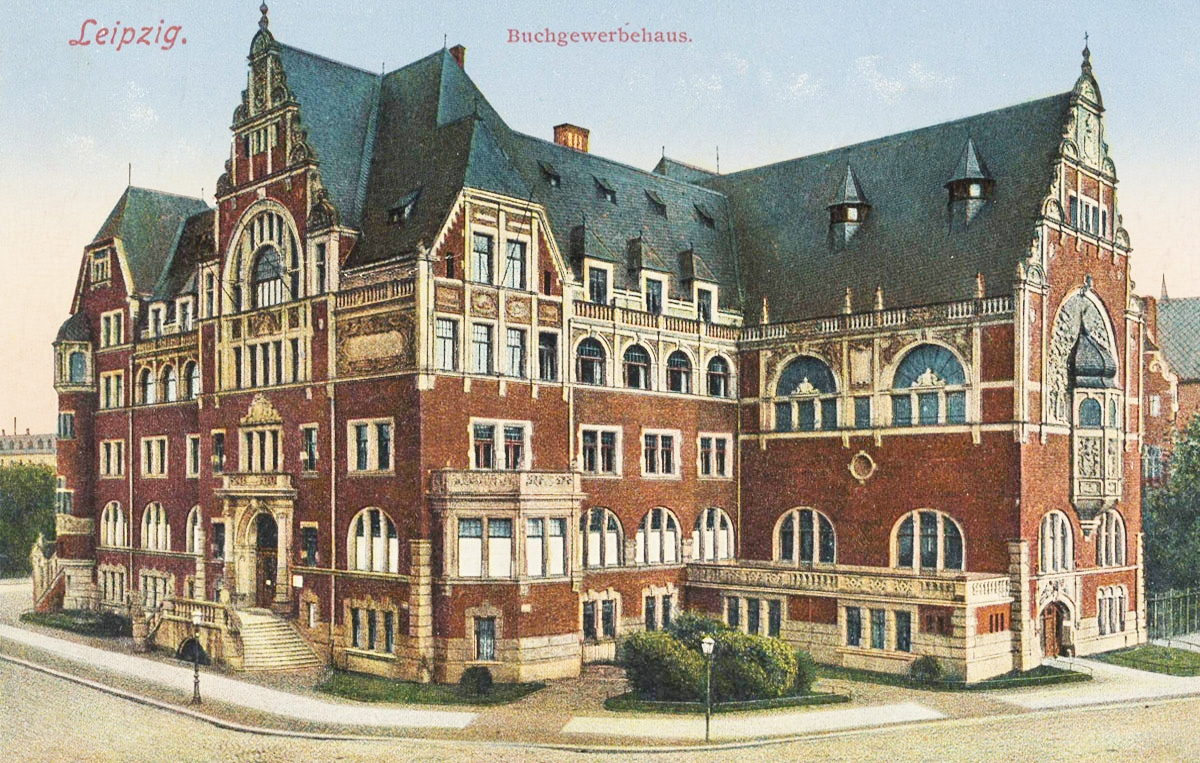
Deutsches Buchgewerbehaus, Leipzig

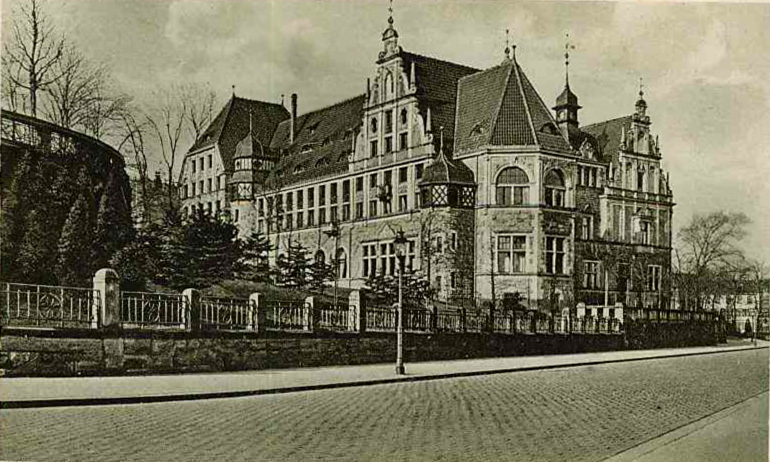
Murrhardsche bibliothek, Kassel

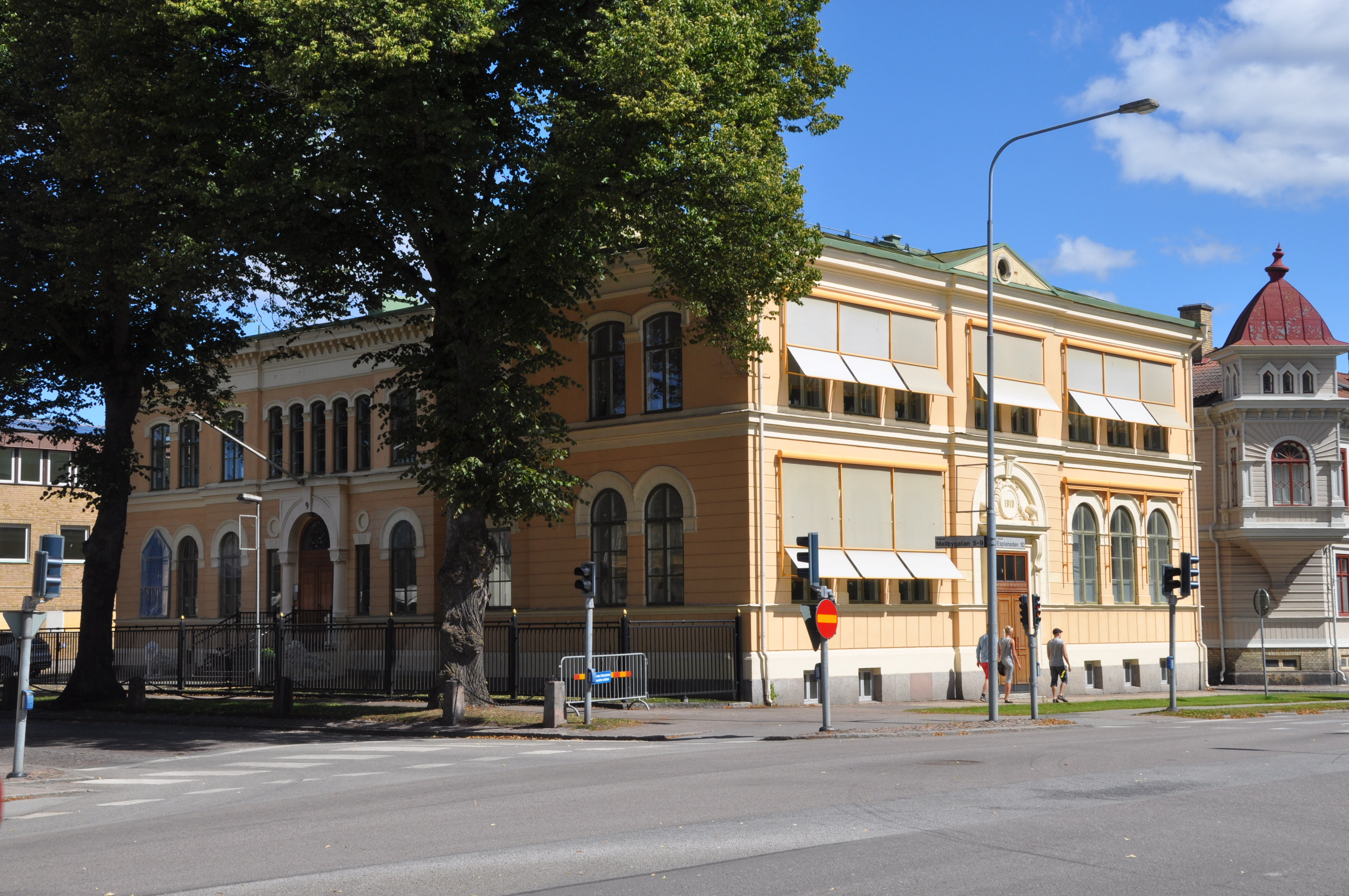
Flickskolan, Lidköping

Hagberg var son till färgarmästaren och fabriksidkaren F.W. Hagberg. Han studerade arkitektur vid Kungliga Tekniska Högskolan i Stockholm 1881–1885 och vid Kungliga Tekniska Högskolan i Stockholm och vid Königlich Technischen Hochschule Charlottenburg 1886–1888. Under studieperioden i Stockholm var han anställd som ritare vid olika arkitektkontor och gjorde bland annat ett utkast till en universitetsbyggnad i Uppsala.
Efter examen från Charlottenburg var Hagberg anställd på olika Berlinkontor, bland andra hos Alfred Messel 1891–1894. Han etablerade sig senare som självständig arkitekt och deltog under de följande åren i många arkitekturtävlingar.
Efter att ha tilldelats andra pris i arkitekturtävlingen om Rheydter Rathaus 1894, då tävlingsstatuterna stipulerat att utlänningar inte var berättigade att vinna, antog han preussiskt medborgarskap. I tävlingen om Kunstgewerbemuseum i Köln erhöll han första pris för sitt nygotiska förslag Am Rhein, men det blev andra pristagaren Franz Bantzky som realiserades. Samma år lämnade han förslag till Provinzialmuseum i Hannover. 1898 utformade han ritningarna Deutsches Buchgewerbehaus i Leipzig i nyrenässans. År 1901 ritade han den nya byggnaden för Murhardsche Bibliothek i Kassel. Han tilldelades pris i rådhustävlingarna för Elberfeldt 1893, Köthen 1895 och Bremen 1904.
I tillsammans med Gunnar Djurberg vann han andra pris i tävlingen Gevaliapalatset i Gävle 1890.
I konkurrens med Axel Anderberg utformade han 1901 ett förslag till nya Vasakyrkan i Göteborg. Båda förslagen ansågs för dyra, men Hellbergs kom senare att omarbetas inom budget av Yngve Rasmussen. I samma stad deltog han 1902 i pristävlan om Göteborgs högskola och belönades med 3:e pris.
Omkring 1905 återvände av bland annat hälsoskäl Hagberg till födelsestaden Lidköping. Där utsågs han 1906 till stadens förste stadsarkitekt. Han fortsatte samtidigt att arbeta som självständig arkitekt och kom att stå bakom trettiotalet byggnader i staden.
Emil Hagberg är begravd på Norra begravningsplatsen i Lidköping i samma grav som fadern.

## Verk i urval

### Tyskland
- Deutsches Buchgewerbehaus, Leipzig, 1896, (efter kriget förenklat rekonstruerat)
- Murhardsche Bibliothek, Kassel, 1901,(efter kriget förenklat rekonstruerat)

### Lidköping
- Folkskola (Wennerbergsskolan), kv Hägern 1, 1910.
- Tillbyggnad av Flickskolan, kv Valhall 3, Esplanaden 10, 1910
- Bostadshus, kv Järpen 4, S Kyrkog 16.
- Bostadshus, kv Järpen 2, S Kyrkog 12.
- Bostadshus, kv Hackspetten 147, S Kyrkog 5.
- Bostadshus, kv Höken 2, S Kyrkog 4.
- Egna hem, kv Svarvaren 8, Skarag 37 - Österg 9.
- Egen villa, Villa Emilida (uppkallad efter hans eget och hans systerns namn), kv Orren 2, Hamng 6.
- Nya butiksfönster, kv Kopparslagern 7, Skarag 7.
- Bostadshus, kv Tulpanen 3, 14 och 15, Mellbyg 32-36.
- Bostadshus, kv Näckrosen 12, S Torng 8.
- Bostadshus, kv Solrosen 3, S Torng 14.